# BNSF Swinomish Channel Bridge
Die BNSF Swinomish Channel Bridge (früher auch Swinomish Slough Bridge) ist eine eingleisige Eisenbahnbrücke im Nordosten des Bundesstaates Washington der USA, etwa 10 Kilometer südöstlich von Anacortes. Sie führt über das Nordende des Swinomish Channel, der hier in die Padilla Bay mündet und eine von drei Verbindungen zum Puget Sound ist. Die erste Brücke wurde 1891 von der Seattle and Northern Railway errichtet, die bis 1901 eine Strecke von Anacortes nach Rockport baute. Diese wurde später Teil der Great Northern Railway, die die Drehbrücke in Fachwerkbauweise 1953 erneuerte. Die GN fusionierte 1970 mit anderen Eisenbahngesellschaften zur Burlington Northern Railroad, die wiederum 1995 in der BNSF Railway aufging. Über die Brücke führt seit den 1970er Jahren nur noch eine Gleisverbindung zu zwei Erdölraffinerien auf einer zu Fidalgo Island gehörenden Halbinsel.

## Geschichte

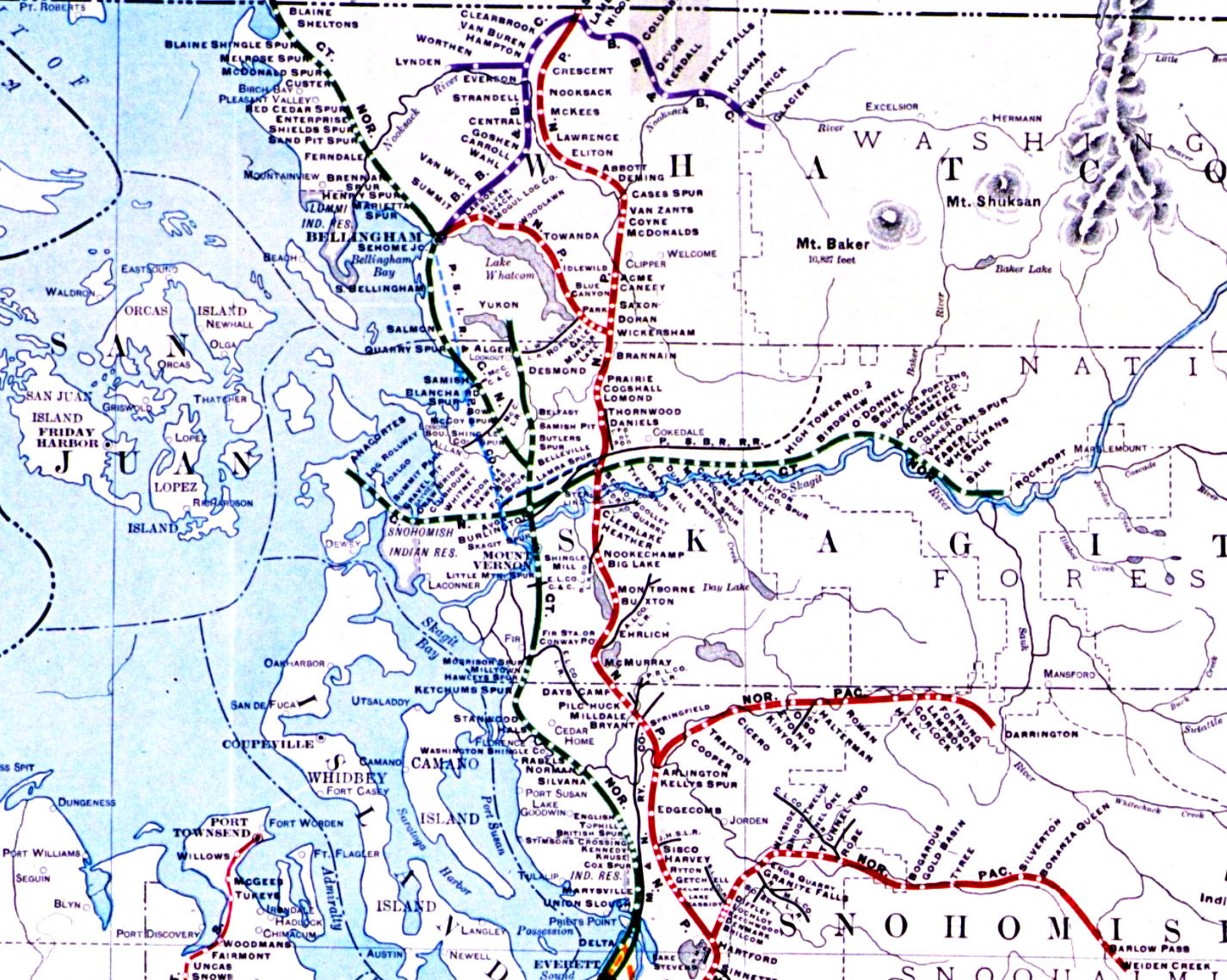
Streckennetz der Northern Pacific (rot) und Great Northern (grün) im Nordwesten von Washington 1910, mittig die Strecke der Seattle and Northern Railroad zwischen Anacortes (links) und Rockport (rechts)

Mit dem Bau der ersten nördlichen transkontinentalen Eisenbahnverbindung in den USA durch die Northern Pacific Railway (NP), von Duluth an den Großen Seen zur Pazifikküste, sahen Investoren Anacortes auf Fidalgo Island als einen möglichen Endpunkt der Verbindung. Die NP erreichte 1888 Tacoma und die Seattle and Northern Railroad begann 1889 mit dem Bau von Anacortes aus und erreichte im Frühjahr 1891 Hamilton, etwa 34 mi (55 km) östlich. Bestandteil des Streckenabschnitts war auch eine 96 Meter lange Drehbrücke aus Schmiedeeisen über den Swinomish Slough, einen schiffbaren natürlichen Wasserlauf (Priel) zwischen dem Puget Sound und der Padilla Bay, der später zum Swinomish Channel ausgebaut wurde. Auf Grund finanzieller Schwierigkeiten kam der Weiterbau der Strecke zum Erliegen und ein Anschluss an die NP wurde nie realisiert. Bis 1901 erfolgte zwar noch ein Ausbau auf 55 mi (89 km) ostwärts bis nach Rockport, aber schon 1902 übernahm die Seattle and Montana Railroad die Eisenbahngesellschaft. Die Tochtergesellschaft der Great Northern Railway (GN) machte die Ost-West-Verbindung zu einer Zweigstrecke ihrer nach Norden verlaufenden Strecke von Seattle nach Blaine an der Grenze zu Kanada; die vollständige Integration der Seattle and Montana Railroad in die GN wurde schließlich 1907 vollzogen.
Der Eisenbahnanschluss von Anacortes war nur von kurzer Dauer, denn schon Anfang der 1930er Jahre wurde der Personenverkehr eingestellt. Die GN erneuerte 1953 die Drehbrücke über den Swinomish Channel, aber nach der Fusion mit der NP und anderen Eisenbahngesellschaften zur Burlington Northern Railroad (BN) 1970 wurde in den Folgejahren auch der Güterverkehr in die Stadt eingestellt. Da Texaco und Shell seit den 1950er Jahren Erdölraffinerien auf der als March Point bezeichneten Halbinsel zwischen der Fidalgo Bay und der Padilla Bay betrieben, bleib der Schienengüterverkehr über die Swinomish Channel Bridge erhalten. Dieser behielt auch nach der Fusion der BN zur BNSF Railway 1995 seine Bedeutung, da die Kapazitäten der Raffinerien stetig weiter ausgebaut wurden und die Produktion unter neuen Eigentümern in der heutigen Puget Sound Refinery und Marathon Anacortes Refinery fortgeführt wird. Der weitere ehemalige Streckenverlauf nach Anacortes ist seit 2005 ein Radwanderweg (Tommy Thompson Parkway) und der Ostteil der Strecke nach Rockport entlang des Skagit River existiert nicht mehr, ihrem Verlauf folgt heute die Washington State Route 20.
Die Eisenbahnbrücke liegt zum Teil im Indianerreservat der Swinomish, die in der Zunahme des Güterverkehrs über die Brücke seit den 2010er Jahren eine Verletzung des mit der BN 1991 geschlossenen Vertrages zum Eisenbahnwegerecht (easement agreement) sehen, in dem die Begrenzung auf maximal 25 Güterwagen pro Tag festgelegt ist. Da die BNSF Erdöl-Blockzüge mit bis zu 100 Kesselwagen über die Brücke zu den Raffinerien verkehren ließ, reichten die Swinomish Klage ein und erhielten 2023 Recht. Die Entscheidung des Bundesbezirksgerichts erging nur wenige Tage nach einem Eisenbahnunfall auf der Westzufahrt der Brücke, als infolge eines Bedienungsfehlers an den Sicherheitseinrichtungen zwei Diesellokomotiven am 16. März 2023 kurz vor der Brücke entgleisten und über 10.000 Liter Dieselkraftstoff auf dem Reservatsgebiet ausliefen. Für die Vertragsverletzung muss die BNSF eine Strafe von fast 400 Millionen Dollar zahlen, welche sich aus den errechneten Gewinnen durch das Mehr an Kesselwagen errechnet.

## Beschreibung

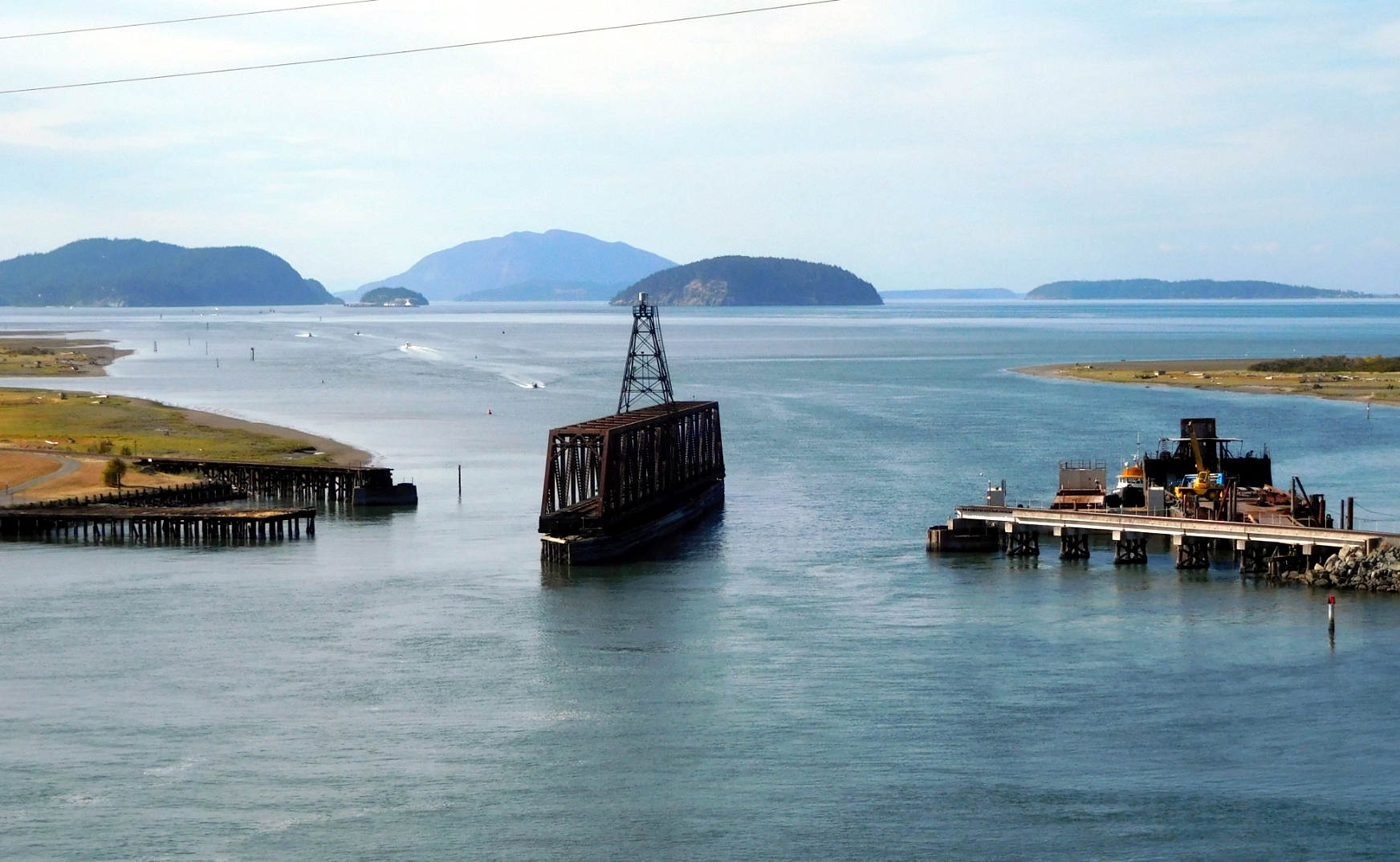
Drehbrücke geöffnet, Blick nach Norden auf die Padilla Bay, 2016 (Westzufahrt noch Holzkonstruktion, 2017 gleich der Ostzufahrt durch Stahlbeton-Jochbrücke ersetzt)

Die Brücke quert das Nordende des hier in Nord-Süd-Richtung verlaufenden Swinomish Channel in etwa 45° zur Fahrrinne und gliedert sich in eine zentrale Drehbrücke von 112 Meter Länge und 60–65 Meter lange Jochbrücken für die Zufahrten. Der drehbare Träger ist als parallelgurtiges Strebenfachwerk mit Pfosten ausgeführt und hat eine Breite von 6,7 Meter, bei einer Höhe von 10,4 Meter. Die Drehbrücke ruht im geschlossenen Zustand auf drei Stahlbetonpfeilern. Auf der Ostseite wurde der Pfeiler der Drehbrücke von 1891 als Widerlager weiterverwendet und besitzt daher im Gegensatz zum westlichen rechteckigen Pfeiler eine runde Form. Die lichte Höhe unterhalb des Fachwerkträgers beträgt bei mittlerem Hochwasser 2,4 Meter, der Tidenhub variiert zwischen 2 und 3 Meter.
Die Jochbrücken bestehen aus Stahl-Pfahljochen mit einem Stahlbetonüberbau, der sich je Zufahrt in sieben kurze Balkenträger gliedert, wobei der jeweilige zur Drehbrücke anschließende Träger als reiner Stahl-Vollwandträger ausgeführt ist. Ursprünglich bestanden die Zufahrten aus Holz, bis sie in den 2010er Jahren zusammen mit dem hölzernen Schiffsabweiser der Drehbrücke ersetzt wurden. Bis 2017 besaß die Drehbrücke noch einen Fachwerkturm mit einem Isolator an der Spitze, der früher als Anschluss an eine Freileitung zur Stromversorgung diente, welche heute über ein Erdkabel erfolgt.